# Buddy Rice

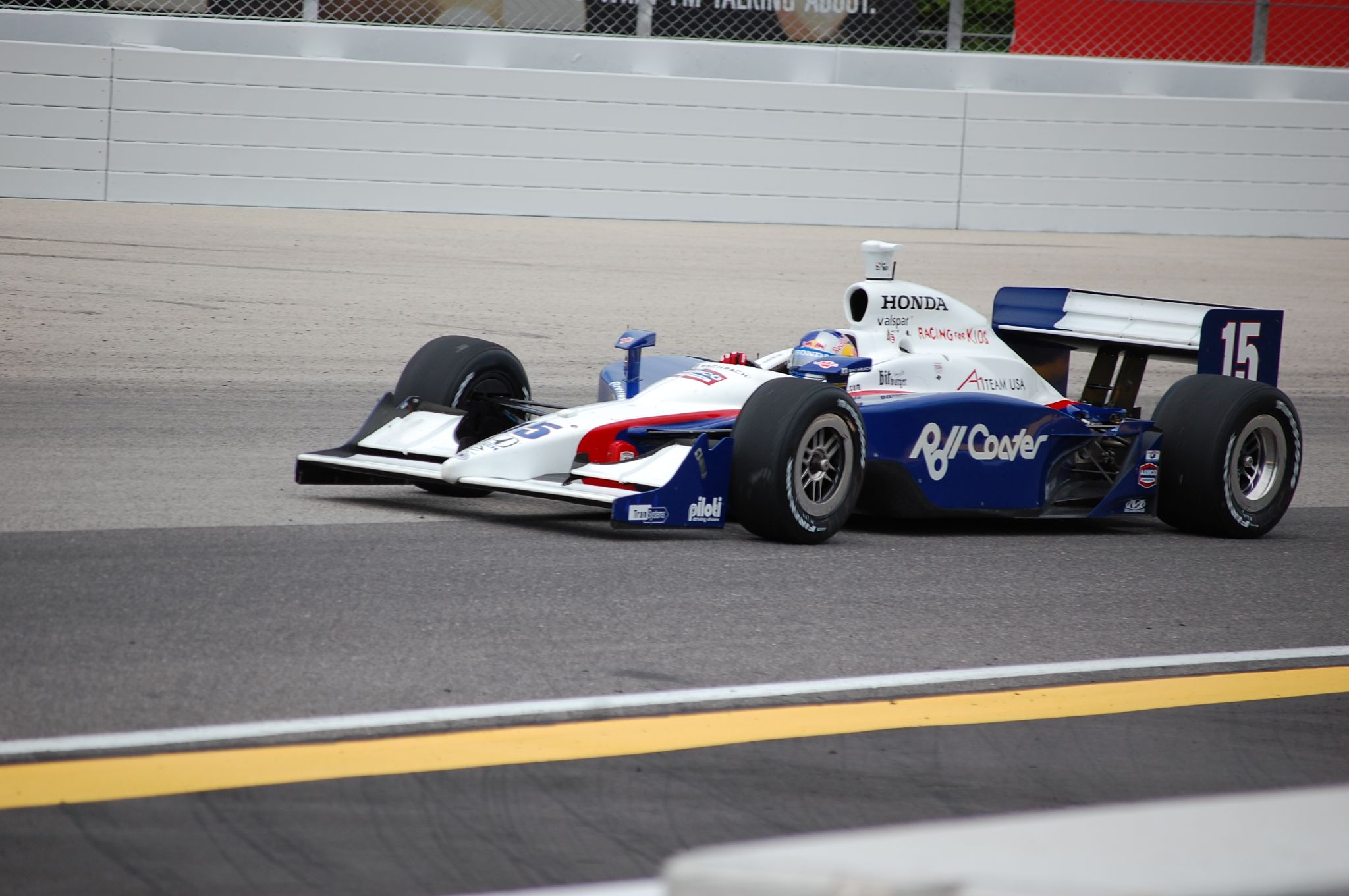
Buddy Rice en la fecha de Milwaukee de la IndyCar 2007

Buddy Rice (31 de enero de 1976, Phoenix, Arizona, Estados Unidos) es un piloto de automovilismo de velocidad estadounidense. Se destaca por haber ganado las 500 Millas de Indianápolis de 2004, así como las fechas de Kansas y Michigan de la IndyCar Series para resultar tercero en el campeonato. En dicha categoría obtuvo cinco pole positions, ocho podios y 17 top 5 en 99 carreras. Por otra parte, ganó las 24 Horas de Daytona de 2009 y logró otros tres podios en 30 carreras en el campeonato de prototipos Grand-Am Rolex Sports Car Series.

## Inicios
En su adolescencia, Rice compitió en karting y béisbol. A los 20 años, se decantó por el automovilismo y pasó a competir en categorías promocionales de monoplazas como la USF2000 y la Skip Barber Pro. En 1997 resultó cuarto en la USF2000, y fue becado para formar parte de la selección de Estados Unidos en la Copa de las Naciones de la Fórmula Opel Lotus, obteniendo el quinto puesto.
En 1998, Rice ascendió a la Fórmula Atlantic, donde obtuvo una victoria y cuatro podios para terminar séptimo en el campeonato. En 1999 logró cuatro podios y quedó en la quinta colocación final. El piloto venció en cinco carreras y logró 10 podios en las 12 carreras de la temporada 2000, obteniendo así el título frente a Dan Wheldon.

## IndyCar y otros monoplazas
El piloto se ausentó de las pistas en 2001. Luego de retornar a la Fórmula Atlantic por cinco fechas en 2002, debutó en la IndyCar Series con el equipo Cheever en sustitución de Tomas Scheckter, aunque el sudafricano corrió dos carreras más. El estadounidense llegó segundo en su debut en Michigan, cuarto en Gateway y sexto en Texas, siempre con un Dallara Infiniti.
Rice permaneció en el equipo Cheever en 2003, ahora pilotando un Dallara Chevrolet. Obtuvo apenas tres novenos puestos, un décimo y tres undécimos (incluyendo las 500 Millas de Indianápolis). El equipo lo despidió a falta de tres fechas, que no disputó.
Rahal fichó a Rice para la IndyCar 2004, para reemplazar a Kenny Bräck, quien se recuperaba de un choque gravísimo. Pilotando un G-Force Honda, obtuvo tres victorias en las 500 Millas Indianápolis (con pole position incluida), Kansas y Michigan; llegó segundo en Milwaukee y Kentucky; y logró un cuarto puesto, un quinto y tres sextos en 16 carreras. De este modo, concluyó tercero en el campeonato, por detrás de Tony Kanaan y Wheldon.
Continuando como piloto de Rahal, el estadounidense logró apenas un segundo puesto, un tercero, un séptimo y un décimo en 2005. Padeciendo cuatro abandonos por falla mecánica, tres por choques y una ausencia en Indianápolis por lesionarse durante los entrenamientos, quedó relegado al 15º puesto en la tabla general.
Rice corrió un tercer año con Rahal en la IndyCar 2006. Obtuvo apenas dos top 10 (un segundo puesto y un cuarto), y abandonó en cinco carreras de las 13 que largó, por lo que culminó 15º en el campeonato. Por otra parte, resultó décimo en la fecha de México de la Champ Car con el equipo Forsythe, en su única participación en dicha categoría.
El piloto pasó al equipo Dreyer & Reinbold para la temporada 2007. Acumuló un cuarto puesto, dos quintos y diez top 10 en 17 carreras, con lo cual finalizó noveno en la tabla general. Más tarde, disputó las dos primeras fechas del A1 Grand Prix 2007/08 en representación de Estados Unidos.
En 2008, Rice logró un cuarto puesto y seis top 10 en las 18 fechas puntuables de la IndyCar, despidiéndose así de la categoría con una 16.ª colocación final.
El piloto retornó a la IndyCar en 2011, para disputar las 500 Millas de Indianápolis con el equipo Panther. Clasificó séptimo y terminó 18º a dos vueltas. También disputó la fecha de Kentucky para dicho equipo, terminando noveno en tal carrera.

## Grand-Am
En paralelo a su actividad en monoplazas, Rice disputó algunas fechas de la Grand-Am Rolex Sports Car Series. En 2002 resultó segundo en Watkins Glen con un Lola Nissan. En 2002 llegó segundo en las 6 Horas de Watkins Glen y cuarto en las fechas de Homestead y Phoenix, pilotando un Riley & Scott Ford.
Luego disputó las 24 Horas de Daytona desde 2005 hasta 2008, así como la fecha de Utah entre 2006 y 2008, en ambos casos en la clase de prototipos. Sus mejores resultados fueron en 2006, al llegar noveno y séptimo respectivamente.
Rice venció en las 24 Horas de Daytona de 2009 con un Riley Porsche del equipo Brumos, corriendo junto a David Donohue, Darren Law y Antonio García. Habiéndose retirado de la IndyCar, disputó la segunda mitad de esa temporada de la serie Grand-Am junto a García con un Coyote Porsche del equipo Spirit of Daytona, obteniendo un cuarto puesto en Barber como único top 10.
El estadounidense continuó corriendo en Spirit of Daytona junto al español en la temporada 2010. Logró un tercer puesto en las 6 Horas de Watkins Glen y quinto en tres fechas, culminando 17º en el campeonato de pilotos y octavo en el de equipos.

## Stock cars
Rice disputó en 2003 la fecha de Homestead de la NASCAR Truck Series con una Chevrolet, resultando 20º. En 2005 disputó el International Race of Champions, donde quedó cuarto en el campeonato por detrás de Mark Martin, Martin Truex Jr. y Matt Kenseth.